# Tristachya leucothrix
Tristachya leucothrix là một loài thực vật có hoa trong họ Hòa thảo. Loài này được Trin. ex Nees miêu tả khoa học đầu tiên năm 1829.